# Henegavsko
Belgická provincie Henegavsko (francouzsky Hainaut, nizozemsky Henegouwen, valonsky Hinnot) je nejzápadnější a zároveň nejlidnatější provincie Valonska; dne 1. ledna 2006 mělo Henegavsko 1 290 079 obyvatel.
Jeho rozloha je 3 786 km² a hustota zalidnění činí přibližně 340 obyvatel na km².
Henegavsko sousedí na severu s provinciemi Západní Flandry, Východní Flandry, Vlámský Brabant a Valonský Brabant, na východě s provincií Namur a na jihozápadě s Francií.

## Administrativní rozdělení
Provincie Henegavsko zahrnuje 69 obcí a je rozdělena na 7 okresů (francouzsky arrondissements): Ath, Charleroi, Mons, Mouscron, Soignies, Thuin a Tournai.
Hlavní město je Mons (francouzsky Mons, nizozemsky Bergen), zatímco největší město je Charleroi.

### Abecední seznam obcí
| 1. Aiseau-Presles 2. Anderlues 3. Antoing 4. Ath 5. Beaumont 6. Beloeil 7. Bernissart 8. Binche 9. Boussu 10. Braine-le-Comte 11. Brugelette 12. Brunehaut 13. Celles 14. Chapelle-lez-Herlaimont 15. Charleroi 16. Châtelet 17. Chièvres 18. Chimay 19. Colfontaine 20. Comines-Warneton 21. Courcelles 22. Dour 23. Ecaussinnes 24. Ellezelles 25. Enghien 26. Erquelinnes 27. Estaimpuis 28. Estinnes 29. Farciennes 30. Fleurus 31. Flobecq 32. Fontaine-l'Evêque 33. Frameries 34. Frasnes-lez-Anvaing 35. Froidchapelle | 36. Gerpinnes 37. Ham-sur-Heure-Nalinnes 38. Hensies 39. Honnelles 40. Jurbise 41. La Louvière 42. Le Roeulx 43. Lens 44. Les Bons Villers 45. Lessines 46. Leuze-en-Hainaut 47. Lobbes 48. Manage 49. Merbes-le-Château 50. Momignies 51. Mons 52. Mont-de-l'Enclus 53. Montigny-le-Tilleur 54. Morlanwelz 55. Mouscron 56. Pecq 57. Péruwelz 58. Pont-à-Celles 59. Quaregnon 60. Quévy 61. Quiévrain 62. Rumes 63. Saint-Ghislain 64. Seneffe 65. Silly 66. Sivry-Rance 67. Soignies 68. Thuin 69. Tournai |

### Přehled arrondissementů

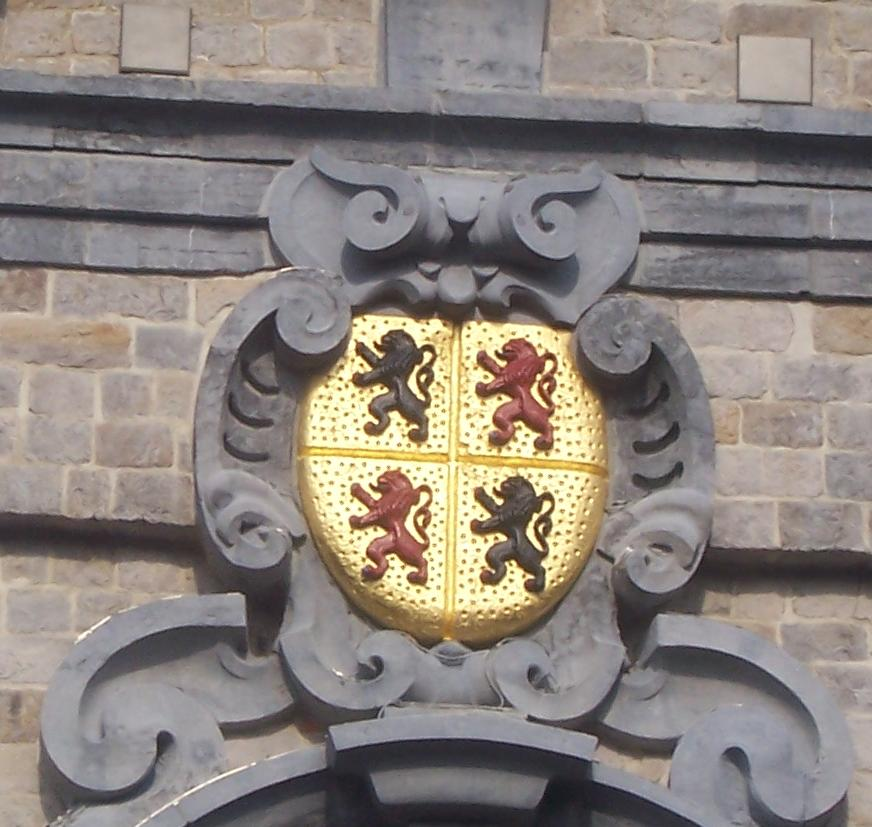
Znak Henegavska na zvonici v Monsu

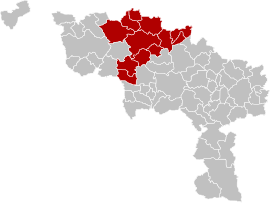
Arrondissement Ath Rozloha: 487,37 km² Počet obyvatel: 81 007 Počet obcí: 8
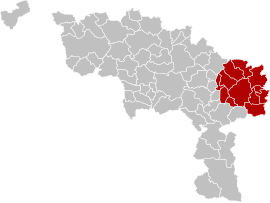
Arrondissement Charleroi Rozloha: 554,55 km² Počet obyvatel: 421 801 Počet obcí: 14
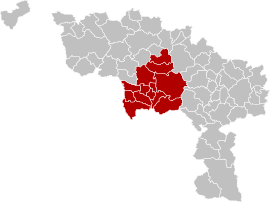
Arrondissement Mons Rozloha: 583,99 km² Počet obyvatel: 249 500 Počet obcí: 13
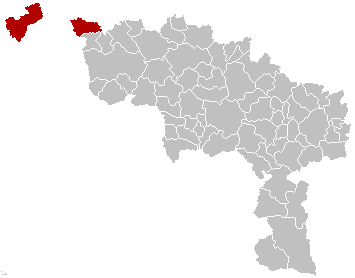
Arrondissement Mouscron Rozloha: 101,17 km² Počet obyvatel: 70 387 Počet obcí: 2
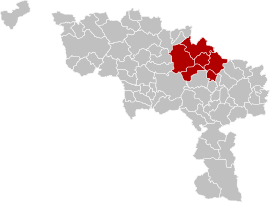
Arrondissement Soignies Rozloha: 517,36 km² Počet obyvatel: 178 659 Počet obcí: 8
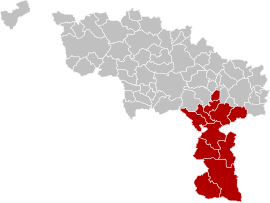
Arrondissement Thuin Rozloha: 933,72 km² Počet obyvatel: 146 977 Počet obcí: 14
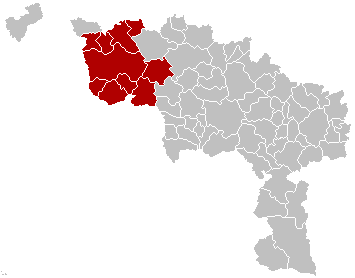
Arrondissement Tournai Rozloha: 607,52 km² Počet obyvatel: 141 748 Počet obcí: 10